# Condado de los Moriles
El condado de los Moriles es un título nobiliario español creado por el rey Alfonso XIII en favor de Juan Vitórica y Casuso, diputado a Cortes, mediante real decreto del 21 de marzo de 1921 y despacho expedido el 15 de julio del mismo año, con grandeza de España otorgada en 1924.
Su nombre se refiere al municipio andaluz de Moriles, situado en la provincia de Córdoba.

## Condes de Moriles
|                           | Titular                            | Periodo                   |
| Creación por Alfonso XIII | Creación por Alfonso XIII          | Creación por Alfonso XIII |
| ------------------------- | ---------------------------------- | ------------------------- |
| I                         | Juan Vitórica y Casuso             | 1921-1936                 |
| II                        | Antonio María Vitórica y Sáinz     | 1956-1968                 |
| III                       | Juan Antonio Vitórica e Yllera     | 1969-2012                 |
| IV                        | Renata Desirée Vitórica y Aldigeri | 2013-hoy                  |

## Historia de los condes de Moriles
- Juan Vitórica y Casuso (San Sebastián, 10 de agosto de 1877-Madrid, 6 de septiembre de 1936),[2] I conde de Moriles, gentilhombre grande de España con ejercicio y servidumbre del rey Alfonso XIII,[1][3] diputado a Cortes, Grandes Cruces de Isabel la Católica y el Mérito Militar.[1] Era hijo de Antonio María Vitórica y de Juana Casuso y Artola.[2]

Casó con María Ángeles Sáinz de la Cuesta. El 16 de marzo de 1956 le sucedió su hijo:
- Antonio María Vitórica y Sáinz (Madrid, 14 de enero de 1910-18 de junio de 1968), II conde de Moriles, Gran cruz del Santo Sepulcro y caballero noble de la Cofradía de Nuestra Señora del Portillo de Zaragoza.[1][2][5]

Casó con Luisa Yllera y Camino. El 20 de marzo de 1975, previa orden del 3 de diciembre de 1969 para que se expida la correspondiente carta de sucesión (BOE del día 20), le sucedió su hijo:
- Juan Antonio Vitórica e Yllera, III conde de Moriles.[2]

Casó con Renata Mafalda Aldigeri. En 2013, previa orden del 28 de mayo del mismo año para que se expida la correspondiente carta de sucesión (BOE del 11 de junio), le sucedió su hija:
- Renata Desirée Vitórica y Aldigeri, IV condesa de Moriles.[4]